# Fairland (Schiff)
Die Fairland war das erste Containerschiff, das einen europäischen Hafen anlief.
Nachdem der Transportunternehmer Malcom McLean im Jahr 1955 einen 75-prozentigen Anteil seiner Spedition McLean Trucking Company für sechs Millionen US-Dollar verkauft hatte, investierte er dieses Geld in den Erwerb der Reederei Pan-Atlantic, welche er später in SeaLand Industries umbenannte. Als erstes Containerschiff stellte er 1956 die Ideal X in Dienst. Im Jahr darauf wurde mit der Gateway City das erste Schiff der Sechserserie der Sea-Land C2-C-Klasse in Dienst gestellt. Zu diesem moderneren Schiffstyp gehörte auch die Fairland.

## Geschichte

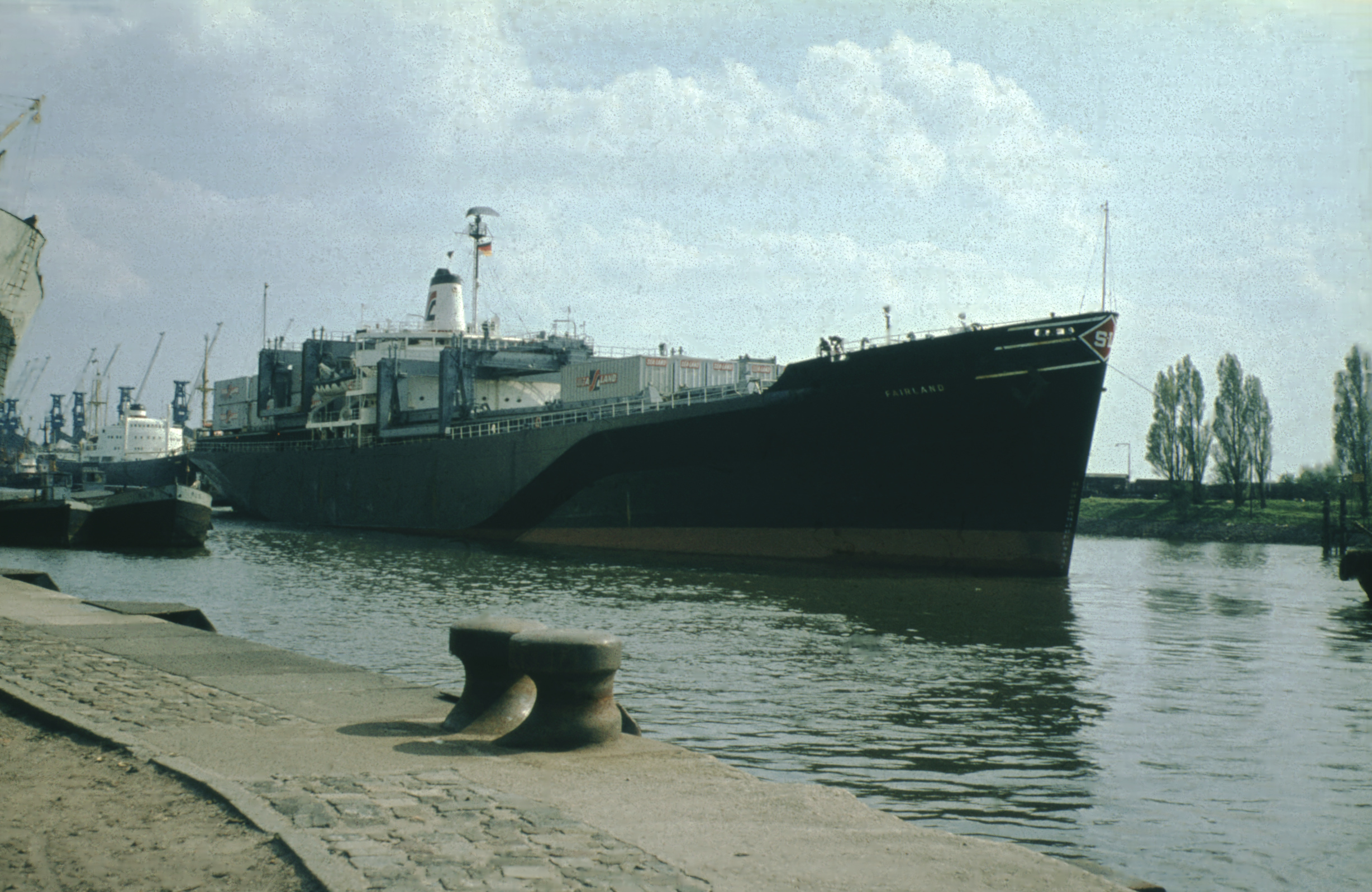
Containerschiff Fairland im Bremer Überseehafen 1966

Das C2-S-E1 Frachtschiff Fairland  wurde 1942 auf der Werft Gulf Shipbuilding Corp. in Chickasaw, Vereinigte Staaten als Baunummer 3 im Auftrag der Waterman Steam Shipping Corporation in Mobile gebaut.
McLean erwarb es 1955 und ließ es 1957 umfassend zum Containerschiff umbauen. Es wurde im Linienverkehr zwischen den Ostküstenhäfen der Vereinigten Staaten betrieben, um dort die gerade erst in Dienst gestellte Ideal X, sowie deren drei ebenfalls umgebaute Schwesterschiffe abzulösen. McLean ließ insgesamt sechs C2-S-E1 Kombischiffe auf dieselbe Weise umbauen, was insbesondere durch die höhere Containerkapazität ein zügiges Ausweiten der Dienste in zahlreiche weitere Gebiete erlaubte. Die Fairland war 1958 das erste Containerschiff in San Juan, Puerto Rico. Nach einigen Jahren in SeaLands USA-Diensten eröffnete die Fairland im April 1966 den ersten transatlantischen Containerdienst. Erster angelaufener Hafen in Europa war am 3. Mai 1966 Rotterdam. Am 6. Mai 1966 folgte die erste Abfertigung der Fairland im Bremer Überseehafen. Nächster europäischer Hafen war das schottische Grangemouth, wo man hauptsächlich für die USA bestimmten Whisky lud.
Das Schiff blieb bis 1975 in Fahrt und wurde dann zum Abbruch verkauft. Dieser begann im Dezember 1975 in Hongkong.

## Containeranordnung
Während die Ideal X durch sogenannte „Spardecks“ oberhalb der eigentlichen Hauptdeckskonstruktion auf den Transport von Containern vorbereitet wurde, wobei jeder Container weiterhin einzeln an Deck gelascht werden musste und insbesondere die Befrachter und Ablader von der Machbarkeit des Containertransports überzeugt worden waren, ging man bei der Fairland einen anderen Weg. Das Schiff wurde beim Umbau um knapp drei Meter verbreitert und so gestaltet, dass die Container an Deck und in den Laderäumen übereinander gestaut und Cellguides verwendet werden konnten. Damit gilt sie als erster Vertreter dieses noch heute angewandten Prinzips des 1957 noch neuartigen Schiffstyp und als Pionier des intermodalen Transports.